# Турция на зимних Олимпийских играх 1964
Турция принимала участие в Зимних Олимпийских играх 1964 года в Инсбруке (Австрия) в пятый раз за свою историю, но не завоевала ни одной медали.

## Состав сборной
Страну представляли пять спортсменов (все — мужчины), выступивших в соревнованиях по горнолыжному спорту. Самым младшим участником сборной был 21-летний Бахаттин Топал, самым старшим — 34-летний Осман Юдже.

## Результаты

### Горнолыжный спорт
Соревнования прошли с 30 января по 8 февраля. Соревнования по скоростному спуску проходили на горе Пачеркофель, по остальным видам — возле деревни Аксамер Лицум. Это была первая олимпиада, на которой время фиксировалось с точностью до сотых долей секунды, а не до десятых. Из-за тёплой зимы возникли проблемы со снегом. Результаты олимпийских состязаний шли в зачёт 18 чемпионата мира по горнолыжному спорту.
| Спортсмен         | Соревнование      | Результат | Результат |
| Спортсмен         | Соревнование      | Время     | Место     |
| ----------------- | ----------------- | --------- | --------- |
| Абдуррахман Кючюк | Скоростной спуск  | 3:09,99   | 72        |
| Зеки Шамилоглу    | Скоростной спуск  | 3:05,71   | 71        |
| Осман Юдже        | Скоростной спуск  | 3:03,66   | 70        |
| Музаффер Демирхан | Скоростной спуск  | 2:45,63   | 63        |
| Абдуррахман Кючюк | Гигантский слалом | 3:07,63   | 79        |
| Музаффер Демирхан | Гигантский слалом | 2:41,42   | 74        |
| Осман Юдже        | Гигантский слалом | 2:32,11   | 71        |
| Зеки Шамилоглу    | Гигантский слалом | 2:28,76   | 69        |

Слалом
| Спортсмен         | Квалификация | Квалификация | Квалификация      | Квалификация | Финал         |
| Спортсмен         | 1 спуск      | Место        | 2 спуск           | Место        | Финал         |
| ----------------- | ------------ | ------------ | ----------------- | ------------ | ------------- |
| Бахаттин Топал    | 1:25,99      | 80           | 1:07,69           | 46           | не участвовал |
| Осман Юдже        | 1:18,75      | 76           | дисквалифицирован | —            | не участвовал |
| Зеки Шамилоглу    | 1:12,81      | 70           | 1:12,03           | 50           | не участвовал |
| Музаффер Демирхан | 1:12,26      | 69           | 1:08,20           | 48           | не участвовал |